# جمهوری سوم ویتنام
جمهوری سوم ویتنام (ویتنامی: Đệ Tam Việt Nam Cộng Hòa، به اختصار DTVNCH)، با نام سابق دولت ملی موقت ویتنام (ویتنامی: Chính phủ Quốc gia Việt Nam Lâm thời)، یک دولت در تبعید خودخوانده است، که دفتر مرکزی آن در محله سایگون کوچک در شهرستان اورنج، کالیفرنیا است و دفاتری نیز در دیگر جوامع قومی ویتنامی کشورهای انگلیسی‌زبان دارد.